# Miljöfrågor i New York

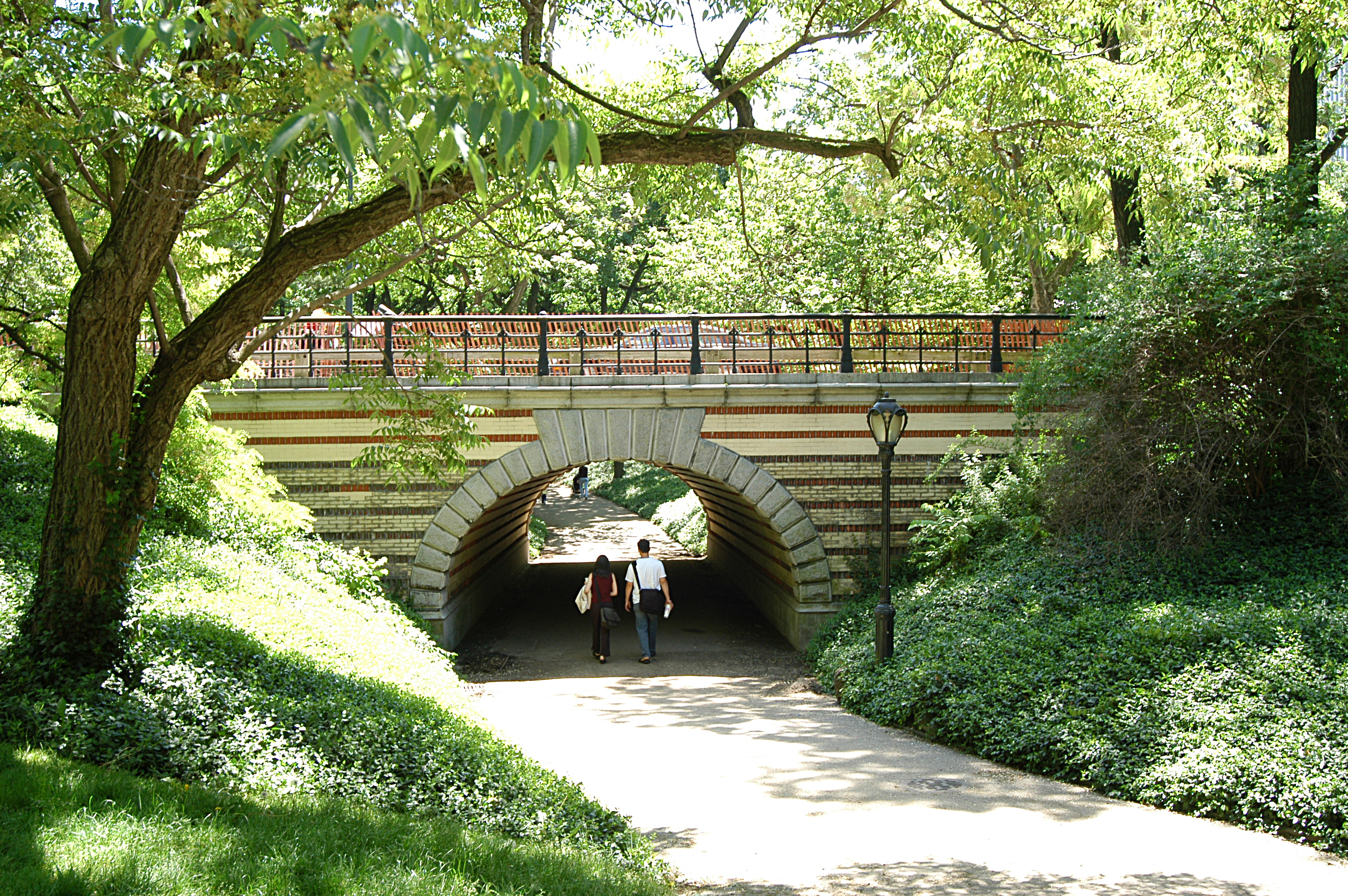
Stadsparken Central Park, som är nästan dubbelt så stor som världens näst minsta stat, Monaco.

Miljö- och hälsofrågor i New York hänger främst ihop med befolkningskoncentrationen och dess läge vid Hudsonflodens mynning. Befolkningskoncentrationen har både miljömässiga för- och nackdelar. Till fördelarna hör att det har underlättat för kollektivtrafikens utbyggnad. En nackdel är att utsläppen koncentreras. 

## Luften

### Astma och andningsproblem
De koncentrerade utsläppen i New York leder till en hög andel astmatiker och människor med andra andningsproblem.

## Vattnet

### Dricksvatten
New York får sitt dricksvatten från Catskillbergens avrinningsområde.  Catskillbergets vatten håller god kvalité, tack vare en god och naturlig filtrering, vilket gör att New York är en av fem större städer i USA som har ett dricksvatten som inte kräver extra industriell rening.

## Transporter
New York skiljer ut sig gentemot alla andra städer i USA genom den höga andelen kollektiva resor och den låga andelen bilresor, exempelvis till arbetet. Enligt den amerikanska folkräkningen år 2000 är New York den enda ort i USA där mer än hälften av alla hushåll inte äger en bil. I Manhattan är det till och med 75 procent, att jämföra med riket som helhet där bara åtta procent av hushållen inte äger en bil.